# Spermophagus caucasicus
Spermophagus caucasicus là một loài bọ cánh cứng trong họ Bruchidae. Loài này được Baudi miêu tả khoa học năm 1886.